# Maliónovka
Maliónovka - Малёновка (rus) és un poble de l'óblast de Penza. Rússia. El 2010 tenia 138 habitants.